# Hexarthra mollis
Hexarthra mollis är en hjuldjursart som först beskrevs av Bartoš 1948.  Hexarthra mollis ingår i släktet Hexarthra och familjen Hexarthridae. Inga underarter finns listade i Catalogue of Life.